# Finisseur (imprimerie)
Un finisseur ou module de finition est un appareil électromécanique qui permet de réaliser automatiquement le travail de façonnage, de donner à l'ouvrage son aspect final. Elle est composée d'une étape de pliure, de massicotage et de reliure etc. 